# Джезаирли Гази Хасан-паша
Джезаирли Гази Хасан Паша (тур. Cezayirli Gazi Hasan Paşa; 1713 — 17 марта 1790) — османский капудан-паша (адмирал) (1770—1774 и 1774—1789) и великий визирь (1789—1790).

## Биография
Предполагается, что он был родом с Кавказа. В юности его купил на базаре купец Хаджи Осман-ага и воспитывал его вместе со своими детьми. В 1738 году поступил на службу в янычары и участвовал в войне с Австрией и Россией. Спустя год, Гази Хасан-паша отличился во время взятия Белграда. После окончания войны вернулся в Текирдаг и женился на дочери своего бывшего хозяина.
Гази Хасан-паша уехал в Алжир, где продолжил свою службу и получил прозвище Джезаирли(«алжирец»). В 1761 году поступил на службу на флот в чине капитана галеона и к 1770 году дослужился до главнокомандующего флотом. Он получил это звание после разгрома османского флота в Чесменском сражении, в котором фактически командовал турецким флотом.
В 1773 году основал военно-морскую академию Турции. После смерти султана Мустафы III в 1774 году новым султаном стал Абдул-Хамид I. Гази Хасан-паша был отстранён со своей должности, а вскоре восстановлен и оставался главнокомандующим флотом в течение 15 лет. Гази Хасан-паша активно участвовал в подавлении восстаний в ряде провинций, в том числе и восстания мамлюков в Египте под командованием Ибрагима Бея.
Руководил действиями османов на начальном периоде русско-турецкой войны 1787—1792 годов, но не смог помочь предотвратить взятие Очакова русскими в декабре 1788 года. После смерти Абдул-Хамида I новым султаном стал Селим III, который отстранил Хасана-пашу от командования флотом. Хасан-паша был назначен губернатором Анатолии и сераскером Измаила.
3 декабря 1789 года Гази Хасан-паша был назначен на должность великого визиря и продолжал участвовать в боевых действиях. В марте 1790 года он умер, вероятно ему было 80 или более лет.

## Память
- В Чешме Хасан-паше установлен памятник[4].

## Образ в кино
- «Адмирал Ушаков» (1953) — в роли Хасан-паши Эммануил Геллер